# Рикриолл
Рикриолл (англ. Rickreall) — статистически обособленная местность и невключённая территория, расположенная в округе Полк штата Орегон, США. По данным переписи населения 2010 года в посёлке проживало 77 человек. Входит в Сейлемский метрополитенский статистический ареал. Вдоль южного края поселения протекает река Рикриолл-Крик.

## История
Почтовое отделение Рикриол (Rickreal) было основано в 1851 году, когда почтмейстером был Натаниэль Форд. Оно было закрыто в 1857 году, но восстановлено в 1866 году под изменённым названием Рикриолл (Rickreall). Форд снова стал почтмейстером. Рикриолл часто упоминался как Дикси во время гражданской войны и в течение некоторого времени после неё из-за про-южных симпатий местного населения, однако Дикси никогда не было официальным названием.

## География
По данным Бюро переписи населения США, общая площадь города составляет 0,2 км².

## Население
Согласно переписи населения 2000 года в городе проживало 57 человек. Плотность населения 129,5 чел./км². Расовый состав города: 98,25 % — белые, 1,75 % — представители двух и более рас. 
Население города по возрастному признаку распределилось таким образом: 15,8 % — жители моложе 18-ти лет, 1,8 % находились в возрасте от 18 до 24-х лет, 24,6 % находились в возрасте от 25 до 44-х лет, 38,6 % находились в возрасте от 45 до 64-х лет, 19,3 % — лица 65 лет и старше.